# Боррель II
Борре́ль ІІ (кат. Borrell II; *до 934 — †992 або 993) — граф Барселони, Жирони та Узони (947—992 або 993). Граф Урхельський (948—992 або 993). 987 року відмовився визнавати далі васальну залежність своїх графств від короля Франції.
985 року під час останньої завойовницької війни маври на чолі з Аль-Мансуром доходять до Барселони. Однак у 988 напівзруйноване місто без допомоги франків знову стає вільним, і саме граф Боррель II проголошує незалежними свої території, включно з Барселоною, як від маврів, так і від франків. Цей рік вважається роком народження Каталонії.

## Біографія

### Початок правління
Боррель ІІ був старшим сином графа Барселони Суньєра і Рихільди. Уперше він згадується в дарчій хартії, що її було видано його батьком 30 листопада 934 року церкві у Жироні. Боррель ІІ успадковував Барселону, Жирону та Узону після того, як його батько 947 року залишив престол та пішов у монастир. Його співправителем до 966 року був його молодший брат Міро, який, переважно, займався лише питаннями керування містом Барселоною та навколишніми територіями, у той час як Боррель ІІ керував рештою територією, а також займався військовими питаннями та дипломатією.
948 року, після смерті свого бездітного дядька графа Суніфреда ІІ, Боррель ІІ одержав у спадщину Урхельське графство, а після смерті Міро зосередив у своїх руках владу над усім графством Барселона та підлеглими йому землями. Ці території становили так звану Іспанську марку. Офіційним титулом, що використовувався Боррелем ІІ у той час, був титул comes et marchio (граф [Барселони] та маркграф [Іспанської Марки]).

### Барселонське графство та його сусіди
Боррелю ІІ, який був менш войовничим правителем, ніж його батько, доводилося лавірувати між Західнофранкським королівством Каролінгів, що занепадало (з ним граф був пов'язаний васальними зобов'язаннями), та Кордовським халіфатом, яке перебувало у періоді свого розквіту.
Боррель ІІ, безумовно, у цей час визнавав над собою верховну владу королів франків, доказом чого служать датування хартій, виданих графом Барселони: усі вони датовані роками правління королів Людовіка IV та Лотара. Збереглося кілька дипломів, виданих королями франків на користь церков та монастирів Каталонії.
З халіфом Кордови Абд ар-Рахманом ІІІ Боррель ІІ також підтримував дружні стосунки. На початку свого правління він підтвердив торговельний договір, укладений з халіфом у 940 році його батьком. 950 року граф Барселони особисто прибув до Кордови, супроводжуючи посольство, направлене до Абд ар-Рахмана ІІІ маркграфом Тоскани, а 956 року до столиці халіфату було відправлене нове посольство.
У результаті посольств було укладено нові мирні та торговельні договори між Барселонським графством та Кордовським халіфатом, що збільшило доходи від торгівлі та допомогло зростанню багатства графства. Також росту добробуту Барселони сприяла наявність у місті великого для того часу порту і те, що через графство проходив шлях Св. Якова. Це дозволило Боррелю ІІ фінансувати не лише будівництво та військові потреби, але й передавати значні суми монастирям і храмам, основним вогнищам культури Раннього Середньовіччя.
Граф Боррель ІІ підтримував тісні відносини також зі знаттю Південної Франції, часто відвідуючи володіння герцога Аквітанії та графа Тулузи. 967 року в Роуді відбулося його одруження з Леудегардою (Ледгардою), дочкою або графа Тулузи Раймунда ІІІ або графа Руерґу Раймунда І. Таким чином Боррель ІІ був першим з барселонських графів, хто відійшов від традиції брати дружин лише зі знатних родин Каталонії.
У тому ж році Боррель ІІ здійснив паломництво до монастиря в Оріяку, щоб вклонитися мощам святого Жеро (Герольда). Тут місцевий абат Адральд порадив графові забрати з собою до Барселони ченця Герберта, майбутнього папу римського. Герберт був відданий Боррелем ІІ на навчання єпископові Біка Ато, який мав видатні для того часу пізнання у математиці.

### Паломництво до Рима
Граф Боррель ІІ був набожною людиною, він допомагав церквам та монастирям, розташованим у його володіннях. Наприкінці 970 року він здійснив паломництво до Рима. У поїздці його супроводжували єпископ Біка Ато та Герберт Оріякський. Метою поїздки було бажання Борреля ІІ вклонитися мощам Св. Петра, а також намір домогтися від папи римського Івана ХІІІ відновлення архієпископства Таррагона, що припинило своє існування після завоювання міста маврами.
Цим кроком Боррель ІІ мав намір зміцнити самостійність свого графства, єпархії якого перебували у підпорядкуванні архієпископа Нарбони, і підсилити через церковні інститути свій вплив на прикордонні з Барселонським графством землі Кордовського халіфату. Одержавши від графа багаті дарунки, на різдво 970 р. Іван ХІІІ видав Боррелю ІІ п'ять хартій, які підтверджували відновлення архієпископства Таррагони, юрисдикція якого поширювалася на єпархії Барселони, Урхеля, Жирони та Біка. Новим архієпископом було призначено Ато. Тимчасовою метрополією архієпископства, до звільнення Таррагони з-під влади маврів, стала Узона. На величезний жаль Борреля ІІ його наміри не здійснилися, тому що Ато 22 серпня 971 року був убитий, так і не зумівши зайняти кафедру Таррагони.
Під час свого перебування в Римі граф Боррель ІІ, на прохання Івана ХІІІ, відіслав до папи римського Герберта Оріякського — папа римський був вражений його вченістю. У свою чергу папа римський представив Герберта імператорові Священної Римської імперії Оттону І Великому, який призначив того вчителем свого сина, майбутнього імператора Оттона ІІ.

### Реконкіста
Перші зіткнення
Перший військовий конфлікт Борреля II з Кордовським халіфатом припадає на 963–965 роки. 962 року граф Барселони уклав спрямований проти маврів союз з королем Леону Санчо I Товстим та королем Наварри Гарсією I Санчесом, а також з графом Кастиліі Фернаном Гонсалесом. Це був перший в історії Барселонського графства випадок, коли його правителі уклали союз проти мусульман з іншими християнськими володарями Іберійського півострова. У відповідь халіф Аль-Хакам II організував кілька походів у землю союзників і завдав їм низку поразок. 965 року християнські володарі півночі Піренейского півострова були змушені укласти з халіфом мирний договір, у якому визнавали над собою верховну владу Аль-Хакама II і зобов'язувалися платити йому данину.
У 971 та 974 роках граф Боррель ІІ направляв свої посольства до Кордови, уклавши з халіфом нові мирні та торговельні угоди. Відповідно до договорів, граф Барселони зруйнував кілька своїх прикордонних укріплень, однак ці втрати компенсувалися зростанням доходів графства та можливістю колонізації пустих земель на кордоні графства та халіфату (наприклад, 974 року поселенці з Монмало заселили Конку-да-Барбару).
Ситуація значно загострилася, коли після смерті Аль-Хакама II у 976 році реальну владу в Кордовському халіфаті захопив Аль-Мансур, який почав широкомасштабну війну проти християнських держав Піренейского півострова. Його походи супроводжувалися масовими вбивствами християн, продажем полонених у рабство та руйнуваннями поселень. Особливо безжально Аль-Мансур ставився до християнських храмів та монастирів. Свої походи він, переважно, здійснював проти Леонського та Наваррського королівств, але один з походів він здійснив на територію Барселонського графства. 978 року, після походу у Наварру, військо маврів атакувало каталонський замок Аль-Далія. Під час нападу 982 року мусульмани дійшли до околиць Жирони і захопили фортеці Мон-Фарік та Вутін (сучасна Удена), що належали Боррелю II. 984 року була пограбована вся територія графства. Спроби Борреля II з допомогою подарунків примиритися з Аль-Мансуром не дали результату.
Взяття Барселони (985)
У 985 році Аль-Мансур особисто очолив 50-тисячне військо, що 5 травня виступило в похід на Барселону. Свідоцтва християнських та мусульманських першоджерел, що описують подальші події, суперечать одне одному дані, сучасні історики поки що не змогли виробити єдину точку зору на факти, що наводиться у них. Відповідно до свідчень християн, Боррель II був розбитий маврами у битві при Роверансі і був змушений відступити в замок Бік, а Барселона здалася тільки після декількох днів облоги. Відповідно до свідчень мусульман, жодного опору військам Аль-Мансура, які вели наступ, дано не було і місто здалося без бою. Попри ці суперечності, джерела одностайно кажуть, що коли 6 липня маври увійшли у Барселону, вони піддали місто страшному розоренню. Більшість мешканців було вбито, ті, які залишилися, були відведені до Кордови і там продані работоргівцям. Серед знатних полонених, за яких згодом було отримано викуп, були віконт Барселони Удалардо I та віконт Жирони Гуандалгауд. Більша частина Барселони була спалена. Були зруйновані всі церкви та монастирі, включаючи кафедральний собор Св. Аулалії. 10 липня Аль-Мансур покинув Барселону і вирушив до Біка, але, дізнавшися, що Боррель II поїхав звідти в укріплений монастир Ріполь, повернув назад і 23 липня повернувся до Кордови.
Майже відразу після того, як військо маврів залишило територію Барселонського графства, Боррель II повернувся до Барселони і розпочав відновлювати місто, зумівши ще до своєї смерті відбудувати міські мури. 986 року Боррель, не отримавши допомоги від свого сюзерена, короля Франції, був змушений укласти мир з Аль-Мансуром і визнати себе васалом Кордовського халіфату.

### Барселонське графство стає незалежним
Відносини з Західнофранкським королівством (Францією) до 985 року
Протягом першої половини свого правління граф Боррель II не ставив під сумнів сюзеренітет королів Західного Франкського королівства (Франції) над Барселонським графством. Однак потім, зі збільшенням багатства та впливу графства, стала зростати і його самостійність. З 971 року, без будь-якого дозволу з боку короля Лотара, Боррель ІІ починає використовувати титул герцог Готії (лат. dux Gotiae), а у 977 році у хартії графа монастирю Ріполь вперше відсутнє датування за роками правління королів з династії Каролінгів. За період 970-х і першої половини 980-х років немає відомостей про зв'язки Борреля II з французьким королівським двором. Мусульманський історик Ібн Хайян пише, що Аль-Мансур 985 року ухвалив рішення напасти на Барселону лише після того, як дізнався, що «люди Барселони повністю відійшли від королівства франків».
Посольство до короля Лотара
Зруйнування Аль-Мансуром Барселони змусило Борреля II знову відновити зв'язки з Західним Франкським королівством. У лютому 986 року до короля Лотара, що перебував у Комп'єні, прибув посланець Борреля ІІ, абат монастиря Сан-Кугат Ед. Достеменно відомо, що він отримав від короля підтвердження привілеїв, подарованих раніше монастиреві франкськими королями (документи згоріли під час взяття Барселони маврами). Видана з цього приводу королем Лотаром хартія стала останнім документом королів Франції, де даються розпорядження щодо об'єктів в Іспанській марці. Напевно абат Ед передав також Лотарові прохання графа Борреля ІІ про допомогу проти мусульман, однак цей заклик графа Барселони до свого сюзерена так і залишився без відповіді. Вже 2 березня того ж року король Лотар несподівано помер.
Лист короля Гуго Капета
Наступного разу питання про допомогу графству Барселона з боку королів Франції було підняте у листопаді 987 року, коли новообраний король Гуго Капет, на підтвердження свого наміру коронувати співправителем свого сина Роберта, представив супротивникам цього кроку лист графа Борреля II з проханням про допомогу і оголосив про намір особисто вирушити у похід проти маврів. Довід виявився переконливим і 25 грудня Роберт був коронований. Наприкінці того ж або на початку 988 р. Гуго Капет написав лист до Борреля ІІ, в якому говорив про своє прибуття: «Оскільки милістю Божою нам дароване королівство франків в усьому спокої, ми вирішили, за порадою наших вірних васалів, якомога швидше вирушити вам на допомогу. Якщо ж ви хочете зберегти нам вірність, в якій ви неодноразово запевняли у своїх посланнях наших попередників, для того, щоб ми прибули у ваші краї, ми не обманемо вас, і обіцяємо вам допомогти …». Невідомо, чи дійшло послання до адресата і чи було воно взагалі було надіслано. Похід короля Гуго Капета на Іберійський півострів так і не відбувся через заколот герцога Нижньої Лотарингії Карла.
Барселона стає незалежною
Не отримавши від королів Франції відповіді на прохання про допомогу, Боррель II ухвалив рішення розірвати свої васальні зобов'язання перед ними. У дарчій хартії монастирю Сан-Кугат-дал-Бальєс від 10 березня 988 р. Боррель ІІ вперше використав титул Іспанії герцог і маркграф милістю Божою — титул, що його могли носити лише незалежні сеньйори. Цим самим днем датований лист, відправлений графом Барселони папі римському Івану XV, у якому Боррель ІІ пояснив свою відмову слухатися короля Франції його нездатністю виконувати обов'язки щодо захисту володінь своїх васалів від ворогів.
Так графство Барселона стало незалежним феодальним володінням. Каталонцями 988 рік вважається роком заснування Каталонії.